# Козацьке (Кальміуський район)
Коза́цьке (вимоваⓘ) — село Новоазовської міської громади Кальміуського району Донецької області, Україна. Відстань до райцентру становить близько 17 км і проходить автошляхом місцевого значення.
Унаслідок російської військової агресії із серпня 2014 р. Козацьке перебуває на тимчасово окупованій території.

## Історія
Село було засновано братами Козацькими — працьовитими і мужніми людьми. Представники цього роду вирізнялися працездатністю та витривалістю. Дехто з них проживає у селі й надалі.

## Культура
У селі працює Козацький народний музей бойової та трудової слави, заснований 1985 року (адреса — вул. Леніна, 47б). Експозиція складається з тематичних блоків: «Революція», «Колективізація», «Війна», «Перебудова», «Сучасність» та «Рідне Приазов'я».

## Населення
За даними перепису 2001 року населення села становило 978 осіб, із них 59,61 % зазначили рідною мову українську та 40,18 % — російську.